# (9615) Hemerijckx
(9615) Hemerijckx (1993 BX13) – planetoida z pasa głównego asteroid okrążająca Słońce w ciągu 3,35 lat w średniej odległości 2,24 j.a. Odkryta 23 stycznia 1993 roku.